# Bizarre Love Triangle
Bizarre Love Triangle (dt.: „bizarre Dreiecksbeziehung“) ist ein Lied der britischen New-Wave-Band New Order. Das Lied ist die zweite Singleveröffentlichung aus ihrem vierten Studioalbum Brotherhood und wurde am 5. November 1986 veröffentlicht. Obwohl Bizarre Love Triangle keine hohen Chartplatzierungen erreichte, zählt es zu den bekanntesten Stücken von New Order und wurde zahlreich gecovert. Auf der von der Zeitung Rolling Stone 2004 veröffentlichten Liste der 500 besten Songs aller Zeiten belegte Bizarre Love Triangle Platz 204.

## Hintergrund
Bizarre Love Triangle wurde von den Bandmitgliedern von New Order geschrieben. Laut Bassist Peter Hook wurde beim Schreiben des Liedes mehr Aufmerksamkeit auf den Sound als auf den Text gelegt. In einem Interview erklärte Hook, dass die Band bei der Aufnahme von Brotherhood beschloss, die zwei Seiten des Albums als zwei verschiedene Teile mit eigenständigem Stil aufzunehmen: „Die erste Seite beinhaltet die ruhigen, rockigen Akustiklieder, und die zweite Seite die mehr elektronischen Lieder“. Die zweite Seite wollte die Band mit einem einprägsamen Song starten, der die Richtung des Albums vorgibt. Nachdem ursprünglich ein anderes Lied gewählt worden war, entschloss sich die Band kurz vor Veröffentlichung für Bizarre Love Triangle.
Ähnlich wie auch bei Blue Monday kommt in Bizarre Love Triangle der Name des Liedes nicht einmal im Text vor. Laut Peter Hook nimmt New Order die Titelnamen über verschiedene Medien wie Bücher, Fernsehen und ähnliches auf und schreibt gut klingende Namen auf, um diese später als Liedtitel zu benutzen.

## Musikalisches und Inhalt
Bizarre Love Triangle ist ein New-Wave/Synth-Pop-Song, welcher klassische Soul-Melodien und Gospel-Lyrik mit elektronischer Hookline und einem 80er-Computersound kombiniert. Das Lied ist in B-Dur geschrieben und besitzt ein Tempo von 116 Schlägen pro Minute. Von Bizarre Love Triangle gibt es von New Order zahlreiche verschiedene Versionen, unter anderem die Album-Version mit einer Länge von 4:20 Minuten, die 7″-Single-Version mit einer Länge von 3:44 Minuten, welche meist im Radio gespielt wird, die 12″-Remix-Version mit einer Dauer von über sechs Minuten und die 1994-Version mit einer Dauer von 3:54 Minuten. Die verschiedenen Versionen des Liedes beginnen unterschiedlich, werden dann jedoch jeweils mit dem für den Song typischen, 13 Noten umfassenden Trommel-Intro unterbrochen, bevor die einprägsame Melodie und der Text beginnt. Nach der Strophe ändert sich die Melodie des Liedes und wird höher, bevor diese in den Refrain übergeht. 
Textlich ist Bizarre Love Triangle in zwei Strophen unterteilt, welche jeweils mit dem Refrain abschließen. Inhaltlich beschreibt der Song vage verschiedene Gefühle, gibt aber keine detaillierte Geschichte wieder.
| „Every time I see you falling I get down on my knees and pray I'm waiting for that final moment You'll say the words that I can't say.“ – Refrain, Originalauszug | „Jedes Mal wenn ich dich fallen sehe, gehe ich auf meine Knie und bete Ich warte auf den finalen Moment, An dem du die Worte sagst, die ich nicht aussprechen kann.“ – Refrain, deutsche Übersetzung |

## Kommerzieller Erfolg
Bizarre Love Triangle konnte charttechnisch nicht an den Erfolg von Blue Monday anknüpfen. In den britischen Singlecharts stieg das Lied am 15. November 1986 auf Platz 56 ein. In der darauf folgenden Chartwoche sank es auf Platz 66, was schlussendlich bereits die letzte Chartplatzierung darstellte. In den Billboard Hot 100 konnte der Song nach Veröffentlichung nicht einsteigen, erreichte aber in den Hot dance Charts Platz 8. Erst durch die Veröffentlichung eines neuen Remixes 1994 im Rahmen der Albumveröffentlichung von The Best of New Order erreichte der Song Platz 98 in den Billboard Hot 100. Im deutschsprachigen Raum verpasste Bizarre Love Triangle die Singlecharts. In Australien konnte der Song bis auf Platz 5 der dortigen Singlecharts steigen. Eine weitere Chartplatzierung gelang mit Platz 19 in Neuseeland.
Auf der von der Zeitung Rolling Stone 2004 veröffentlichten Liste der 500 besten Songs aller Zeiten belegte Bizarre Love Triangle Platz 204.

## Chartplatzierungen
| ChartsChartplatzierungen       | Höchstplatzierung | Wochen |
| ------------------------------ | ----------------- | ------ |
| Vereinigtes Königreich (OCC)   | 56 (2 Wo.)        | 2      |
| Vereinigte Staaten (Billboard) | 98 (2 Wo.)        | 2      |

## Coverversionen
Von Bizarre Love Triangle gibt es zahlreiche Coverversionen. Charttechnisch Erfolg hatten die Versionen von Commercial Breakup und Frente!.
| Jahr | Titel Interpret                          | Höchstplatzierung, Gesamtwochen, AuszeichnungChartplatzierungen (Jahr, Titel, Interpret, Platzierungen, Wochen, Auszeichnungen, Anmerkungen) | Höchstplatzierung, Gesamtwochen, AuszeichnungChartplatzierungen (Jahr, Titel, Interpret, Platzierungen, Wochen, Auszeichnungen, Anmerkungen) | Höchstplatzierung, Gesamtwochen, AuszeichnungChartplatzierungen (Jahr, Titel, Interpret, Platzierungen, Wochen, Auszeichnungen, Anmerkungen) | Anmerkungen                     |
| Jahr | Titel Interpret                          | DE | UK | US | Anmerkungen                     |
| ---- | ---------------------------------------- | --- | --- | --- | ------------------------------- |
| 1994 | Bizarre Love Triangle Frente!            | — | UK76 (2 Wo.)UK | US49 (15 Wo.)US | Erstveröffentlichung: 1994      |
| 2001 | Bizarre Love Triangle Commercial Breakup | DE85 (9 Wo.)DE | — | — | Erstveröffentlichung: Juni 2001 |

Weitere Coverversionen (Auswahl):
- Apoptygma Berzerk
- Charlotte Martin
- Days of Fate
- Jewel
- Sita
- South
- Stabbing Westward

## Formate
7″-Single (UK)
1. Bizarre Love Triangle – 3:44
2. Bizarre Dub Triangle – 3:23

7″-Single (US)
1. Bizarre Love Triangle – 3:36
2. Every Little Counts – 4:29

12″-Single (UK)
1. Bizarre Love Triangle – 6:39
2. Bizarre Dub Triangle – 7:06

12″-Single (US)
1. Bizarre Love Triangle – 6:41
2. I Don't Care (Bizarre Dub Triangle) – 7:02
3. State of the Nation – 6:31
4. Bizarre Love Triangle – 3:43

CD-Single 1994 (US)
1. Bizarre Love Triangle (Album-Version) – 4:20
2. Bizarre Love Triangle (Extended Dance Mic) – 6:41
3. I Don't Care (Bizarre Dub Triangle) – 7:00
4. State of the Nation – 6:31
5. Bizarre Love Triangle (Single-Remix) – 3:44